# ديفيد ماسون (تاجر أعمال فنية)
ديفيد ماسون (بالإنجليزية: David Mason)‏ هو تاجر أعمال فنية بريطاني، ولد في 15 مارس 1939.